# اسلیپی هالو (مجموعه تلویزیونی)
اسلیپی هالو یا سوار بی‌سر (به انگلیسی: Sleepy Hollow) یک مجموعه تلویزیونی آمریکایی درام درسبک داستان ماوراء طبیعی که از ۱۶ سپتامبر ۲۰۱۳ تا ۳۱ مارس ۲۰۱۷ از شبکه فاکس پخش شد. این سریال تا حدودی بر اساس داستان کوتاه «افسانه سوار بی‌سر» نوشته واشینگتن اروینگ در سال ۱۸۲۰ ساخته شده است و مفاهیمی از «ریپ ون وینکل» نیز به سریال اضافه شده است. سه فصل اول در نسخه‌ای تخیلی از اسلیپی هالو در نیویورک، روایت می‌شود که این شهر را بسیار بزرگتر از آنچه در واقع است، به تصویر می‌کشد. برای فصل چهارم و پایانی، مکان داستان به واشینگتن (دی.سی.) منتقل شد.
در اکتبر ۲۰۱۳، سریال برای فصل دوم با ۱۳ قسمت تمدید شد. این فصل در مه ۲۰۱۴ به ۱۸ قسمت افزایش یافت. در اوایل مارس ۲۰۱۵، پس از فصل دوم، مارک گافمن، شورانر این سریال را ترک کرد. در ۱۸ مارس ۲۰۱۵، فاکس، سریال را برای فصل سوم ۱۸ قسمتی تمدید کرد و شورانر جدیدی به نام کلیفتون کمپبل جایگزین او شد.
در ۱۳ مه ۲۰۱۶، فاکس این سریال را برای فصل چهارم تمدید کرد که در ۶ ژانویه ۲۰۱۷ پخش شد. آلبرت کیم، که پیش از این تهیه‌کننده اجرایی سریال بود، به عنوان شورانر مشترک فصل چهارم انتخاب شد. در ۹ مه ۲۰۱۷، این سریال پس از چهار فصل لغو شد.

## خلاصه داستان
در سال ۱۷۸۱ میلادی، مردی به نام «ایکابد کرین» که به عنوان یک جاسوس دو جانبه برای جرج واشینگتن کار می‌کرد، پس از مرگ خود، بعد از گذشت سال‌ها دوباره زنده می‌شود. اکنون تلاش می‌کند تا یک راز باستانی را کشف کند و یک قاتل اسرارآمیز را پیدا کند و…

## بازخوردها
- اسلیپی هالو به‌طور کلی نقدهای مثبتی از منتقدان دریافت کرده است.
- در سایت راتن تومیتوز، فصل اول بر اساس رای ۴۴ نقد، امتیاز ۷۷٪ و میانگین امتیاز ۶٫۶ از ۱۰ را کسب کرده است. نظر منتقدان این سایت این است: «با وجود طرح داستانی بیش از حد شلوغ، اسلیپی هالو یک سریال سرگرم‌کننده با صحنه‌های اکشن هیجان‌انگیز و ارزش‌های تولیدی درخشان است.»[۱۴]
- در متاکریتیک، فصل اول امتیاز ۶۴ از ۱۰۰ را بر اساس ۲۹ منتقد دارد که نشان‌دهنده «نقدها عموماً مطلوب» است.[۱۵]